# 福建省级干线公路
福建省级干线公路网，又称福建省道，为福建省交通厅编制的省级干线公路发展规划布局。因为没有固定呈放射状发展的都市圈地区，福建省从未有过S1打头的省级公路。

## 现行规划
2024年12月31日，省交通运输厅与省发改委联合发布《福建省国省道公路网规划（2024-2035年）》，对路网再次扩编，省内普通公路总长约16360公里，减去国道约8315公里后，省道约8045公里，其中展望线2380公里。

### 南北纵线
纵线编号以S2打头，且编号均为奇数，而S205因与 205国道重复而跳过不编。
| 名称    | 线路名称                              | 起终点                                      | 控制点（自北向南） | 里程 (km) | 对应2017年规划 |
| ------- | ------------------------------------- | ------------------------------------------- | --- | --------- | --- |
| 201省道 | 柘荣熊透（闽浙界）-霞浦北壁           | 柘荣熊透（闽浙界）-霞浦北壁乡               | 柘荣熊透（闽浙界）、柘荣、霞浦、霞浦长春镇、北壁乡 | 140       | 纳入闽浙界至城郊乡段，其余继承原线（霞浦县城-沙江镇与 228国道共线，共线段规划向西调线远离东侧海岸）。调整后原走向降级为县道                                                          |
| 203省道 | 寿宁大熟（闽浙界）-湾坞作业区         | 寿宁大熟（闽浙界）-湾坞作业区               | 寿宁大熟（闽浙界）、寿宁、福安、福安甘棠镇、湾坞镇、湾坞作业区 | 76        | |
| 207省道 | 寿宁下党（闽浙界）-连江潘渡           | 寿宁下党乡（闽浙界）-连江潘渡镇             | 寿宁下党乡（闽浙界）、周宁、蕉城九都镇、虎贝镇、洋中镇、罗源、连江潘渡镇                                                                                                   | 211       | |
| 209省道 | 马尾新城（亭江）-漳州市区（龙文朝阳） | 马尾新城（亭江镇）-漳州市区（龙文朝阳街道） | 马尾新城（亭江镇）、长乐猴屿乡、闽侯青口镇、福清上迳镇、涵江、荔城、城厢、仙游郊尾镇、惠安、洛江、丰泽、晋江、南安水头镇、翔安内厝镇、同安、集美灌口镇、长泰、龙文朝阳街道 | 284       | |
| 211省道 | 古田大桥-秀屿南日岛                   | 古田大桥镇-秀屿南日岛                       | 古田大桥镇、闽清下祝乡、闽侯鸿尾乡、永泰红星乡、永泰、涵江、秀屿、秀屿南日岛                                                                                               | 246       | 跨闽江段规划新建大桥，红星乡北侧继承原S202调整后走向，红星乡以南规划向西改线，经盘古乡、大洋镇、同安镇，向东至富泉乡回原线，并规划新建大桥取代轮渡连接南日岛。调整后原走向降级为县道 |
| 213省道 | 闽清云龙-思明黄厝                     | 闽清云龙乡-思明黄厝                         | 闽清云龙乡、永泰红星乡、梧桐镇、仙游游洋镇、仙游、南安梅山镇、南安、同安汀溪镇、翔安、思明黄厝                                                                             | 305       | |
| 215省道 | 延平西芹-惠安东园                     | 延平西芹镇-惠安东园镇                       | 延平西芹镇、尤溪、德化、永春、南安梅山镇、洛江、惠安东园镇 | 293       | |
| 217省道 | 大田广平-大田上京                     | 大田广平镇-大田上京镇                       | 大田广平镇、建设镇、太华镇、上京镇 | 237       | |
| 219省道 | 武夷山星村（闽赣界）-招银港区         | 武夷山星村镇（闽赣界）-招银港区             | 武夷山星村镇（闽赣界）、邵武、泰宁、将乐、明溪、永安、漳平、华安、龙海、招银港区                                                                                           | 420       | |
| 221省道 | 建宁溪口-宁化曹坊                     | 建宁溪口镇-宁化曹坊镇                       | 建宁溪口镇、建宁、宁化、宁化曹坊镇 | 232       | |

### 东西横线
横线编号以S3打头，且编号均为偶数，S304、S314为避讳而跳过不编，S316因与 316国道重复而跳过不编。
| 名称    | 线路名称                            | 起终点                                | 控制点（自东向西）                                                         | 里程 (km) | 对应2017年规划 |
| ------- | ----------------------------------- | ------------------------------------- | -------------------------------------------------------------------------- | --------- | -------------- |
| 302省道 | 建阳城区（G237）-邵武金坑（闽赣界） | 建阳城区（G237）-邵武金坑乡（闽赣界） | 建阳城区（G237）、建阳麻沙镇、邵武、邵武金坑乡（闽赣界）                   | 126       |                |
| 306省道 | 蕉城漳湾-延平城区                   | 蕉城漳湾镇-延平城区                   | 蕉城漳湾镇、古田、延平城区                                                 | 195       |                |
| 308省道 | 连江苔菉-建宁里心（闽赣界）         | 连江苔菉镇-建宁里心镇（闽赣界）       | 连江苔菉镇、连江、闽侯、闽清、尤溪、沙县、将乐、明溪、建宁里心镇（闽赣界） | 585       |                |
| 310省道 | 福清镜洋-漳平象湖                   | 福清镜洋镇-漳平象湖镇                 | 福清镜洋镇、仙游游洋镇、德化、永春一都镇、漳平象湖镇                       | 251       |                |
| 312省道 | 惠安崇武-新罗万安                   | 惠安崇武镇-新罗万安镇                 | 惠安崇武镇、南安梅山镇、安溪魁斗镇、漳平、新罗万安镇                       | 273       |                |
| 318省道 | 湖里区海沧大桥-永定湖坑             | 湖里区海沧大桥-永定湖坑镇             | 海沧大桥、思明、东渡港区、龙海角美镇、长泰、南靖、永定湖坑镇               | 148       |                |

### 联络线
联络线编号以S5打头，其中S504在上一版（2017版）规划中为避讳而跳过不编，本版后续虽连续引进多条4结尾路线（多为展望线），但S504继续跳号
| 名称    | 线路名称                                  | 起终点                                        | 控制点 | 里程 (km) | 对应2017年规划                                     |
| ------- | ----------------------------------------- | --------------------------------------------- | --- | --------- | -------------------------------------------------- |
| 501省道 | 平潭环岛路（岚环线）                      | 安海澳-安海澳                                 | 平潭金井镇、海坛街道、君山镇、苏平镇 | 66        |                                                    |
| 502省道 | 苏平-金井（坛西大道）坛西线               | 苏平镇-金井镇（坛西大道）坛西线               | 平潭苏平镇、海坛街道、金井镇 | 23        |                                                    |
| 503省道 | 东山环岛路                                | 杏陈镇-杏陈镇                                 | 东山杏陈镇、铜陵镇、康美镇、陈城镇 | 65        |                                                    |
| 505省道 | 延平洋后-建瓯迪口互通收费站               | 延平洋后镇-建瓯迪口互通收费站                 | 延平洋后镇、建瓯迪口互通收费站 | 59        |                                                    |
| 506省道 | 宁化安乐-连城莒溪                         | 宁化安乐镇-连城莒溪镇                         | 宁化安乐镇、连城、连城莒溪镇 | 66        |                                                    |
| 507省道 | 厦门思明曾厝垵-安溪龙涓                   | 厦门思明曾厝垵-安溪龙涓乡                     | 思明曾厝垵、湖里、同安莲花镇、长泰枋洋镇、安溪龙涓乡 | 90        |                                                    |
| 508省道 | 云霄常山-诏安桥东（闽粤界）               | 云霄常山华侨经济开发区-诏安桥东镇（闽粤界）   | 云霄常山华侨经济开发区、东山杏陈镇、诏安桥东镇（闽粤界） | 49        |                                                    |
| 509省道 | 将军帽作业区-罗源碧里（G228）             | 将军帽作业区-罗源碧里乡（G228）               | 将军帽作业区、罗源碧里乡（G228） |           |                                                    |
| 510省道 | 连江下宫-连江官坂（G228）                 | 连江下宫镇-连江官坂镇                         | 连江下宫镇、坑园镇、官坂镇 |           |                                                    |
| 511省道 | 罗源飞竹-晋安鼓山（园中互通）             | 罗源飞竹镇-晋安鼓山（园中互通）               | 罗源飞竹镇、霍口畲族乡、寿山乡、宦溪镇、鼓山（园中互通） |           | 展望线                                             |
| 512省道 | 闽侯廷坪-永泰嵩口                         | 闽侯廷坪乡-永泰嵩口镇                         | 闽侯廷坪乡、闽清下祝乡（闽侯-闽清界）、东桥镇、闽侯小箬乡、闽清白樟镇、坂东镇、塔庄镇、省璜镇（闽清-永泰界）、永泰霞拔乡、东洋乡、长庆镇、嵩口镇                                                               |           | 其中闽侯廷坪乡-闽清下祝乡、省璜镇-嵩口镇段为展望线 |
| 513省道 | 武夷山星村（桐木村）-武夷山星村（桐木村） | 武夷山星村镇（桐木村）-武夷山星村镇（桐木村） | 武夷山星村镇（桐木村）、建阳黄坑镇、麻沙镇、莒口镇、建阳、将口镇、崇雒乡、武夷山五夫镇、上梅乡、武夷山、星村镇（桐木村）                                                                                       |           | 除武夷山星村镇-建阳黄坑镇段外，其余为展望线        |
| 514省道 | 闽侯大湖（S211）- 闽侯洋里互通收费站      | 闽侯大湖乡（S211）- 闽侯洋里互通收费站        | 闽侯大湖乡（S211）、闽侯洋里互通收费站 |           | 展望线                                             |
| 515省道 | 闽侯甘蔗（闽侯甘蔗互通）-长乐江田         | 闽侯甘蔗街道（闽侯甘蔗互通）-长乐江田镇       | 闽侯甘蔗街道（闽侯甘蔗互通）、荆溪镇、上街镇、南屿镇、尚干镇、长乐玉田镇、江田镇 |           |                                                    |
| 516省道 | 福清阳下互通收费站-福清阳下（G104）       | 福清阳下互通收费站-福清阳下街道（G104）       | 福清阳下互通收费站、福清阳下街道（G104） |           | 展望线                                             |
| 517省道 | 福清东瀚（G104）- 万安作业区              | 福清东瀚镇（G104）- 万安作业区                | 福清东瀚镇（G104）、万安作业区 |           | 展望线                                             |
| 518省道 | 平潭苏平-平潭海坛                         | 苏平镇-海坛街道                               | 平潭苏平镇、君山镇、海坛街道 |           |                                                    |
| 519省道 | 平潭君山东美村-平潭君山芦南村（S501）     | 平潭君山镇东美村-君山镇芦南村（S501）         | 平潭君山镇东美村、平潭高铁站、君山镇芦南村（S501） |           |                                                    |
| 520省道 | 秀屿东埔-安溪桃舟（S310）                 | 秀屿东埔镇-安溪桃舟乡（S310）                 | 秀屿东埔镇、忠门镇、月塘镇、笏石镇、荔城新度镇、城厢华亭镇、常太镇、仙游钟山镇、榜头镇、大济镇、度尾镇、永春湖洋镇、东平镇、桃城镇、永春、吾峰镇、蓬壶镇、锦斗镇、坑仔口镇、安溪剑斗镇、感德镇、桃舟乡（S310） |           | 其中城厢华亭镇-桃舟乡段为展望线                    |
| 521省道 | 仙游榜头互通收费站-仙游榜头（S213）       | 仙游榜头互通收费站-仙游榜头镇（S213）         | 仙游榜头互通收费站、仙游榜头镇（S213） |           |                                                    |
| 522省道 | 仙游菜溪-肖厝港区                         | 仙游菜溪乡-肖厝港区                           | 仙游菜溪乡、社硎乡、书峰乡、仙游、赖店镇、园庄镇、泉港涂岭镇、南埔镇、肖厝港区 |           | 展望线                                             |
| 523省道 | 德化水口-漳平赤水                         | 德化水口镇-漳平赤水镇                         | 德化水口镇、桂阳乡、上涌镇、赤水镇、大铭乡、春美乡、大田华兴镇、大田、石牌镇、漳平吾祠乡、灵地乡、新桥镇、双洋镇、赤水镇                                                                                       |           | 展望线                                             |
| 524省道 | 惠安东桥（石化园区）-永春东关             | 惠安东桥镇（石化园区）-永春东关镇             | 惠安东桥镇（石化园区）、惠安、紫山镇、黄塘镇（惠安-洛江界）、洛江河市镇、南安罗东镇、永春东关镇 |           | 其中黄塘镇-永春东关镇段为展望线                    |
| 525省道 | 安溪东溪互通收费站-安溪金谷（S312）       | 安溪东溪互通收费站-安溪金谷镇（S312）         | 安溪东溪互通收费站、安溪金谷镇（S312） |           | 展望线                                             |
| 526省道 | 斗尾港区-晋江英林（G228）                 | 惠安斗尾港区-晋江英林镇（G228）               | 惠安斗尾港区、涂寨镇、张坂镇、丰泽、晋江陈埭镇、晋江、永和镇、英林镇（G228） |           |                                                    |
| 527省道 | 鲤城城区-安溪龙门                         | 鲤城城区-安溪龙门镇                           | 鲤城、南安霞美镇（鲤城-南安界）、南安、东田镇、英都镇、翔云镇、安溪龙门镇 |           | 除鲤城-南安霞美镇段外，其余为展望线                |
| 528省道 | 泉州晋江互通收费站-晋江罗山（G358）       | 泉州晋江互通收费站-晋江罗山街道（G358）       | 泉州晋江互通收费站、晋江罗山街道（G358） |           |                                                    |
| 529省道 | 南安石井-海沧东孚                         | 南安石井镇-海沧东孚街道                       | 南安石井镇、翔安、湖里、海沧东孚街道 |           |                                                    |
| 530省道 | 翔安内厝（泉厦界）- 海沧港区              | 翔安内厝镇（泉厦界）- 海沧港区                | 翔安内厝镇（泉厦界）、翔安、同安西柯街道、集美后溪镇、海沧、海沧港区 |           |                                                    |
| 531省道 | 龙海海澄-漳浦前亭（G228）                 | 龙海海澄镇-漳浦前亭镇（G228）                 | 龙海海澄镇、东泗乡、漳浦官浔镇（龙海-漳浦界）、赤岭畲族乡、马坪镇、前亭镇（G228） |           | 其中漳浦官浔镇-前亭镇段为展望线                    |
| 532省道 | 漳浦赵家堡互通收费站-将军澳作业区         | 漳浦赵家堡互通收费站-将军澳作业区             | 漳浦赵家堡互通收费站、湖西畲族乡、赤湖镇、将军澳作业区 |           | 展望线                                             |
| 533省道 | 平和文峰-漳浦六鳌                         | 平和文峰镇-漳浦六鳌镇                         | 平和文峰镇、漳浦南浦乡、长桥镇、赤土乡、深土镇、六鳌镇 |           | 展望线                                             |
| 534省道 | 南靖丰田互通收费站-南靖丰田（G319）       | 南靖丰田互通收费站-南靖丰田镇（G319）         | 南靖丰田互通收费站、南靖丰田镇（G319） |           | 展望线                                             |
| 535省道 | 华安马坑-漳浦古雷                         | 华安马坑乡-漳浦古雷镇                         | 华安马坑乡、高安镇、南靖龙山镇、船场镇、山城镇、平和小溪镇、五寨乡（平和-漳浦界）、漳浦石榴镇、霞美镇、古雷镇                                                                                                  |           | 其中华安马坑乡-五寨乡段为展望线                    |
| 536省道 | 东山主线收费站-东山西埔亲营村（S503）     | 东山主线收费站-东山西埔镇亲营村（S503）       | 东山主线收费站、东山樟塘镇、西埔镇亲营村（S503） |           |                                                    |
| 537省道 | 诏安太平-诏安太平（闽粤界）               | 诏安太平镇-诏安太平镇（闽粤界）               | 诏安太平镇、太平镇（闽粤界） |           | 展望线                                             |
| 538省道 | 平和安厚-诏安霞葛（闽粤界）               | 平和安厚镇-诏安霞葛镇（闽粤界）               | 平和安厚镇、大溪镇、诏安官陂镇、霞葛镇（闽粤界） |           |                                                    |
| 539省道 | 永定大溪-诏安港区                         | 永定大溪乡-诏安港区                           | 永定大溪乡、下洋镇、湖山乡、平和秀峰乡、长乐乡、九峰镇（平和-诏安界）、诏安秀篆镇、霞葛镇、太平镇、建设乡、诏安、梅岭镇、诏安港区                                                                              |           | 其中永定大溪乡-九峰镇段为展望线                    |
| 540省道 | 漳平西园-平和芦溪                         | 漳平西园镇-平和芦溪镇                         | 漳平西园镇、拱桥镇、永福镇、南靖和溪镇、奎洋镇、梅林镇、书洋镇、平和芦溪镇 |           | 展望线                                             |
| 541省道 | 永定龙潭-永定洪山（闽粤界）               | 永定龙潭镇-永定洪山镇（闽粤界）               | 永定龙潭镇、抚市镇、湖雷镇、永定、仙师镇、洪山镇（闽粤界） |           |                                                    |
| 542省道 | 永定合溪-永定湖雷                         | 永定合溪乡-永定湖雷镇                         | 永定合溪乡、堂堡镇、湖雷镇 |           | 展望线                                             |
| 543省道 | 永定仙师-永定仙师（闽粤界）               | 永定仙师镇-永定仙师镇（闽粤界）               | 永定仙师镇、仙师镇（闽粤界） |           |                                                    |
| 544省道 | 新罗大池-永定峰市（闽粤界）               | 新罗大池镇-永定峰市镇（闽粤界）               | 新罗大池镇、上杭溪口镇、茶地镇、庐丰畲族乡、中都镇、下都镇、永定洪山镇、峰市镇（闽粤界） |           | 展望线                                             |
| 545省道 | 上杭茶地-上杭太拔                         | 上杭茶地镇-上杭太拔镇                         | 上杭茶地镇、太拔镇 |           | 展望线                                             |
| 546省道 | 永定培丰-上杭珊瑚                         | 永定培丰镇-上杭珊瑚乡                         | 永定培丰镇、高陂镇、虎岗镇、上杭溪口镇、白砂镇、旧县镇、才溪镇、珊瑚乡 |           |                                                    |
| 547省道 | 长汀河田-武平象洞（闽粤界）               | 长汀河田镇-武平象洞镇（闽粤界）               | 长汀河田镇、三洲镇、宣成乡、上杭官庄畲族乡、珊瑚乡、武平中堡镇、武东镇、十方镇、象洞镇（闽粤界） |           |                                                    |
| 548省道 | 武平永平-武平大禾（闽赣界）               | 武平永平镇-武平大禾乡（闽赣界）               | 武平永平镇、大禾乡（闽赣界） |           | 展望线                                             |
| 549省道 | 长汀南山（G319）- 长汀涂坊互通 收费站     | 长汀南山镇（G319）- 长汀涂坊互通 收费站       | 长汀南山镇（G319）、长汀涂坊互通收费站 |           |                                                    |
| 550省道 | 连城塘前-连城隔川                         | 连城塘前乡-连城隔川镇                         | 连城塘前乡、揭乐乡、隔川镇 |           |                                                    |
| 551省道 | 连城北团-长汀庵杰                         | 连城北团镇-长汀庵杰乡                         | 连城北团镇、长汀童坊镇、新桥镇、庵杰乡 |           | 展望线                                             |
| 552省道 | 清流嵩口-连城北团                         | 清流嵩口镇-连城北团镇                         | 清流嵩口镇、田源乡、灵地镇、李家乡、连城北团镇 |           |                                                    |
| 553省道 | 清流嵩口互通收费站-清流嵩口（G356）       | 清流嵩口互通收费站-清流嵩口镇（G356）         | 清流嵩口互通收费站、清流嵩口镇（G356） |           | 展望线                                             |
| 554省道 | 明溪盖洋-宁化站                           | 明溪盖洋镇-宁化站                             | 明溪盖洋镇、宁化泉上镇、湖村镇、城郊镇、宁化站 |           |                                                    |
| 555省道 | 明溪夏坊-宁化河龙（闽赣界）               | 明溪夏坊乡-宁化河龙乡（闽赣界）               | 明溪夏坊乡、枫溪乡、宁化水茜镇、河龙乡（闽赣界） |           | 展望线                                             |
| 556省道 | 宁化安远（S221）- 宁化安远（闽赣界）      | 宁化安远镇（S221）- 宁化安远镇（闽赣界）      | 宁化安远镇（S221）、安远镇（闽赣界） |           | 展望线                                             |
| 557省道 | 建宁黄埠-客坊水尾红军小镇                 | 建宁黄埠乡-客坊水尾红军小镇                   | 建宁黄埠乡、客坊乡、客坊水尾红军小镇 |           | 展望线                                             |
| 558省道 | 建宁黄坊-建宁里心                         | 建宁黄坊乡-建宁里心镇                         | 建宁黄坊乡、濉溪镇、溪口镇、里心镇 |           |                                                    |
| 559省道 | 建宁溪源（闽赣界）- 泰宁大龙              | 建宁溪源乡（闽赣界）- 泰宁大龙乡              | 建宁溪源乡（闽赣界）、泰宁新桥乡、杉城镇、梅口乡、大龙乡 |           |                                                    |
| 560省道 | 三元岩前-三元西站                         | 三元岩前镇-三元西站                           | 三元岩前镇、三元西站 |           |                                                    |
| 561省道 | 大田建设-大田桃源                         | 大田建设镇-大田桃源镇                         | 大田建设镇、永安槐南镇、青水畲族乡、大田桃源镇 |           | 展望线                                             |
| 562省道 | 三明机场互通收费站-沙县城区（G638）       | 三明机场互通收费站-沙县城区（G638）           | 三明机场互通收费站、沙县城区（G638） |           |                                                    |
| 563省道 | 沙县郑湖-沙县虬江（G205）                 | 沙县郑湖乡-沙县虬江街道（G205）               | 沙县郑湖乡、南阳乡、虬江街道（G205） |           | 展望线                                             |
| 564省道 | 延平樟湖-尤溪中仙                         | 延平樟湖镇-尤溪中仙镇                         | 延平樟湖镇、尤溪洋中镇、汤川乡、中仙镇 |           |                                                    |
| 565省道 | 古田水口-延平南山                         | 古田水口镇-延平南山镇                         | 古田水口镇、黄田镇、延平巨口乡、赤门乡、太平镇、南山镇 |           | 除古田水口镇-黄田镇段外，其余为展望线              |
| 566省道 | 延平赤门互通收费站-延平赤门               | 延平赤门互通收费站-延平赤门乡                 | 延平赤门互通收费站、赤门乡 |           | 展望线                                             |
| 567省道 | 邵武金坑（S302）- 邵武桂林收费站          | 邵武金坑乡（S302）- 邵武桂林收费站            | 邵武金坑乡（S302）、邵武桂林收费站 |           | 展望线                                             |
| 568省道 | 光泽寨里（闽赣界）- 光泽城区              | 光泽寨里（闽赣界）- 光泽城区                  | 光泽寨里镇（闽赣界）、崇仁乡、光泽 |           | 展望线                                             |
| 569省道 | 光泽司前-光泽寨里                         | 光泽司前乡-光泽寨里镇                         | 光泽司前乡、寨里镇 |           | 展望线                                             |
| 570省道 | 浦城临江- 武夷山城区                      | 浦城临江镇- 武夷山城区                        | 浦城临江镇、永兴镇、古楼乡、武夷山岚谷乡、吴屯乡、武夷山 |           | 展望线                                             |
| 571省道 | 浦城官路主线收费站-浦城盘亭（G205）       | 浦城官路主线收费站-浦城盘亭乡（G205）         | 浦城官路主线收费站、浦城盘亭乡（G205） |           | 展望线                                             |
| 572省道 | 松溪溪东-松溪旧县                         | 松溪溪东乡-松溪旧县乡                         | 松溪溪东乡、渭田镇、旧县乡 |           |                                                    |
| 573省道 | 松溪旧县（闽浙界）- 政和石屯              | 松溪旧县乡（闽浙界）- 政和石屯镇              | 松溪旧县乡（闽浙界）、郑墩镇、政和东平镇、石屯镇 |           |                                                    |
| 574省道 | 建阳童游-建瓯城区                         | 建阳童游街道-建瓯城区                         | 建阳童游街道、小湖镇、建瓯小松镇、建瓯 |           | 展望线                                             |
| 575省道 | 建瓯东站-建瓯东游                         | 建瓯东站-建瓯东游镇                           | 建瓯东站、建瓯水源乡、东游镇 |           |                                                    |
| 576省道 | 寿宁托溪（闽浙界）- 周宁礼门              | 寿宁托溪乡（闽浙界）- 周宁礼门乡              | 寿宁托溪乡（闽浙界）、芹洋乡、斜滩镇、武曲镇、凤阳镇、福安晓阳镇、穆云畲族乡、康厝畲族乡、周宁七步镇、李墩镇、礼门乡                                                                                           |           | 其中寿宁托溪乡-穆云畲族乡段为展望线                |
| 577省道 | 柘荣英山（闽浙界）- 福安上白石            | 柘荣英山乡（闽浙界）- 福安上白石镇            | 柘荣英山乡（闽浙界）、上白石镇 |           | 展望线                                             |
| 578省道 | 柘荣城区-柘荣黄柏                         | 柘荣城区-柘荣黄柏乡                           | 柘荣、柘荣富溪镇、黄柏乡 |           | 展望线                                             |
| 579省道 | 福鼎前岐-福鼎叠石（闽浙界）               | 福鼎前岐镇-福鼎叠石乡（闽浙界）               | 福鼎前岐镇、福鼎、贯岭镇、叠石乡（闽浙界） |           | 展望线                                             |
| 580省道 | 福鼎佳阳-福鼎沙埕虎头鼻（闽浙界）         | 福鼎佳阳畲族乡-福鼎沙埕镇虎头鼻（闽浙界）     | 福鼎佳阳畲族乡、沙埕镇、沙埕镇虎头鼻（闽浙界） |           |                                                    |
| 581省道 | 福鼎沙埕港区（南镇）-霞浦城区             | 福鼎沙埕港区（南镇）-霞浦城区                 | 福鼎沙埕港区（南镇）、店下镇、太姥山镇（福鼎-霞浦界）、霞浦牙城镇、水门机场、霞浦 |           | 其中太姥山镇-霞浦段为展望线                        |
| 582省道 | 福安下白石（G228）- 坪岗作业区            | 福安下白石镇（G228）- 坪岗作业区              | 福安下白石镇（G228）、坪岗作业区 |           | 展望线                                             |
| 583省道 | 蕉城虎贝-古田城区                         | 蕉城虎贝镇-古田城区                           | 蕉城虎贝镇、屏南黛溪镇、熙岭乡、甘棠乡、长桥镇、古田平湖镇、凤埔乡、古田 |           |                                                    |
| 584省道 | 屏南黛溪-罗源白塔                         | 屏南黛溪镇-罗源白塔乡                         | 屏南黛溪镇、古田鹤塘镇、罗源飞竹镇、西兰乡、白塔乡 |           | 展望线                                             |

## 历史规划
2001年的规划又称“八纵九横”省道网，规划规模为7040 km，扣去相互重复和与国道重复的里程，实际里程6281 km，目前主要干线已经全部通车。该规划目标为到2020年全部达到二级公路标准，平均时速60 km，连接全省85个县级行政区中的83个，使全省县级行政中心基本上在1小时内可达高速公路。路网新建、扩建总投资规模约为人民币172亿元，其中省级配套投资38亿元。
2017年的规划又称“十纵六横七联”省道网，扣去相互重复和与国道重复的里程，实际规划里程为4440 km。其中，南北向省道的实际规划里程为2444 km，东西向省道的实际规划里程为1578 km，并引进联络线，实际规划里程为418 km。

### 规划变化
2024年规划变化见上节，2017年的规划中对2001年规划如下：
- 原 漳东线（892.9 km）：其中漳浦—东山段调整为 508省道，其余升级为 228国道
- 原 犀湄线（514.0 km）：其中寿宁犀溪双港—古田谷口段升级为 235国道，古田谷口—古田水口段降级为 洋天线，闽清—永泰段调整为 213省道，永泰—莆田涵江段调整为 211省道，莆田涵江—湄洲岛段升级为 356国道，其旧线的寿宁尤溪—纯池段升级为 207省道
- 原 漳下线（558.3 km）：其中漳港—长乐段升级为 316国道，闽侯江口—永泰—永春段升级为 355国道，永春—下洋段降级为 锦下线，下洋—永定三层岭段升级为 235国道
- 原 岭文线（449.9 km）：其中岭腰后山—将乐、明溪—清流段升级为 528国道，将乐—明溪段调整为 219省道，清流—宁化安乐段升级为 534国道，宁化安乐—连城文亨段调整为 506省道，其旧线的将乐—明溪段调整为 308省道
- 原 富下线（704.7 km）：其中浦城—邵武段升级为 322国道，邵武—泰宁段调整为 219省道，泰宁—建宁段升级为 528国道，建宁—武平下坝段调整为 221省道
- 原 西厦线（317.6 km）：其中尤溪西城—永春段调整为 215省道，永春—安溪段升级为 355国道，安溪—集美段调整为 217省道，集美—曾厝垵段调整为 507省道
- 原 官九线（209.3 km）升级为 355国道
- 原 西港线（291.6 km）调整为 219省道
- 原 霞大线（163.7 km）：其中霞浦—福安松罗段降级为 霞楼线，其余调整为 大下线
- 原 下浦线（257.4 km）：其中福安下白石—福安甘棠段调整为 大下线，其余升级为 353国道
- 原 八洋线（372.8 km）升级为 237国道
- 原 金泰线（495.6 km）：其中宁德金涵—古田段调整为 漳延线，古田—尤溪段升级为 235国道，尤溪—沙县—将乐段调整为 308省道，将乐—泰宁升级为 528国道
- 原 平宏线（72.8 km）升级为 104国道
- 原 秀里线（515.0 km）：其中莆田秀屿—大田段升级为 356国道，大田—明溪段升级为 534国道，明溪—里心甘家隘段调整为 308省道
- 原 东石线（457.8 km）：其中后渚—南安诗山段调整为 215省道，南安诗山—安溪段升级为 355国道，安溪—大田段调整为 217省道，大田—石壁五里亭段升级为 356国道
- 原 金上线（432.6 km）升级为 358国道
- 原 东东线（389.9 km）：其中东山—诏安段调整为 508省道，诏安—平和段降级为 深国线，平和—东留禾仓坑段升级为 357国道
- 原 洪下线、 石黄线合并升级为 211省道
- 原 白梅线、 白金线、 浦安线、 新东线、 汤城线合并升级为 308省道
- 原 丹西线、 凤中线、 梨兴线、Y116邑渡线合并升级为 207省道
- 原 东苔线：其中黄岐—安凯段升级为 308省道，其余维持县道
- 原 罗燕线、 同枋线合并升级为 507省道
- 原 成功大道升级为 217省道
- 原 大罗线：其中同安—罗溪段升级为 507省道，其余维持县道
- 原 西铜线和东山县内市政道路合并升级为 503省道
- 原 西桥线升级为 508省道
- 原 联塔线、 延塔线合并升级为 215省道
- 原 翰大线升级为 219省道
- 原 南古线、 松南线合并升级为 306省道
- 原 水麻线、 西东线合并升级为 302省道
- 原 旧回线：其中东平—回龙段升级为 302省道，其余维持县道
- 原 平大线：其中古田大桥—下祝段升级为 211省道，其余维持县道
- 原 斜下线：其中寿宁下党—寿宁尤溪段升级为 207省道，其余维持县道
- 原 坑周线：其中纯池—周宁段升级为 207省道，其余维持县道
- 原 城北线升级为 201省道
- 原Y320、Y331、Y337乡道合并升级为 505省道
- 2010年新建市政道路平潭环岛路编为 501省道
- 平潭海峡公铁大桥连接线编为 502省道